# Абрамов Сергій Михайлович
Сергій Михайлович Абрамов (рос. Сергей Михайлович Абрамов; 15 вересня 1959) — радянський/російський хокеїст, воротар. Майстер спорту. Тренер воротарів «Ак Барс» (Казань). Заслужений тренер Росії. 
Виступав у командах: СКА (Куйбишев), «Нафтовик» (Леніногорськ), «Супутник» (Альметьєвськ), СК ім. Урицького/«Ітіль»/«Ак Барс» (Казань).
У складі національної збірної Росії учасник зимових Олімпійських ігор 1994, учасник чемпіонату світу 1995. 
Досягнення
- Чемпіон Росії (1998)
- Найкращий воротар Росії (1994, 1995)

Тренерська кар'єра
На тренерській роботі з 1999 року.
- Тренер воротарів «Ак Барс» (Казань) (з 2007, Суперліга/КХЛ).

Досягнення (як тренера)
Як тренера воротарів
- Чемпіон Росії (2006, 2009, 2010)
- Володар Кубка європейських чемпіонів (2007)
- Володар Континентального кубка (2008).